# Zaglyptomorpha hansoni
Zaglyptomorpha hansoni là một loài tò vò trong họ Ichneumonidae.